# Doneck (Oblast' di Rostov)
Doneck (in russo Донецк?) è una città della Russia europea meridionale (oblast' di Rostov).
Sorge nel bacino carbonifero del Donbass, nella parte occidentale dell'oblast', nella parte nord-orientale delle alture del Donec sulle sponde del Severskij Donec, 115 chilometri a Nord del capoluogo regionale Rostov sul Don.
La città venne fondata dai Cosacchi del Don nel 1681 come stanica con il nome di Gundorovka e ottenne lo status di città nel 1951, venendo ribattezzata con il nome di Doneck (dal nome del fiume Severskij Donec) nel 1955.
La città è un importante centro minerario per l'estrazione del carbone.